# Calista
Vous pouvez aider à l'améliorer ou bien discuter des problèmes sur sa page de discussion.
- Certaines informations devraient être mieux reliées aux sources mentionnées dans la bibliographie ou les liens externes. Améliorez sa vérifiabilité en les associant par des références. (Marqué depuis juin 2025)
- Son texte doit être wikifié : il ne correspond pas à la mise en forme Wikipédia (style, typographie, liens internes, liens entre les wikis, etc.). (Marqué depuis juin 2025)
- Il est orphelin : moins de trois articles lui sont liés. Aidez à ajouter des liens en plaçant le code [[Calista]] dans les articles relatifs au sujet. (Marqué depuis juin 2025)

Cette page présente le prénom Calista ainsi que ses variantes.
Calista est un prénom féminin rare. Il est notamment peu donné en France (68 filles ont été nommées Calista en 2018, d'après l'INSEE).

## Étymologie
Le prénom Calista tire ses origines du grec ancien калліот (kalliste), superlatif féminin de Karós (kalos), qui signifie « beau, noble ». Le terme kalliste peut se traduire littéralement par « la plus belle ». Il est formé sur la racine kal-, présente aussi dans des mots comme kalokagathia (la beauté et la bonté morale chez les Grecs).
Ce mot est lié au nom mythologique Kallisto(Каллотш), une nymphe d'une grande beauté dans la mythologie grecque. La forme Calista est une adaptation plus récente, via le latin Callista, employée comme prénom féminin dans les pays latins ou anglophones. Le prénom a donc une signification très directe : « la plus belle », mais son sens s'enrichit d'un imaginaire mythologique puissant.

## Variantes
•  Callista : forme latinisée ancienne.
- Calysta: variante modernisée ou anglicisée.
- Kallista : forme plus proche du grec ancien.
- Callisto: forme directement empruntée à la mythologie (souvent utilisée pour désigner la nymphe ou la lune de Jupiter).

## Fête et saint patron
Le prénom Calista est associé à sainte Callista, une martyre chrétienne du Ille siècle à Rome, souvent célébrée le 14 octobre, en même temps que saint Calixte, pape et martyr. La sainte Callista n'a pas de lien direct avec le mythe grec, mais son nom témoigne de l'hellénisation progressive des prénoms dans l'Empire romain.

## Histoire et mythe
Dans la mythologie grecque, Kallisto (ouCallisto) était une nymphe d'une grande beauté, membre du cortège de la déesse Artémis, déesse vierge de la chasse. Artémis exigeait de  ses suivantes qu'elles restent chastes et pures.
Toutefois, Zeus, roi des dieux, remarqua la beauté exceptionnelle de Kallisto et, selon certaines versions, la séduisit en prenant l'apparence d'Artémis elle-même. D'autres récits évoquent un viol.
Kallisto tomba enceinte. Lorsqu'Artémis s'aperçut de sa grossesse, elle la bannit. Héra, l'épouse jalouse de Zeus, transforma alors Kallisto en ourse. Des années plus tard, son propre fils
Arcas, ignorant l'identité de l'animal, s'apprêta à la tuer lors d'une chasse. Pour éviter ce drame, Zeus intervint et plaça la mère et le fils dans le ciel, les transformant respectivement en constellations : la Grande Ourse (Ursa Major) et le Bouvier ou la Petite Ourse (Ursa Minor).
Ce mythe, tragique et céleste, évoque la beauté, la transgression, la jalousie divine et la métamorphose. Il a marqué la culture grecque et continue d'inspirer la littérature, l'astronomie et même la psychanalyse.
Le prénom Calista, dérivé de cette figure, porte donc un imaginaire riche : il évoque la beauté féminine, la grâce, l'indépendance mais aussi le destin contrarié et l'élévation au ciel - littéralement, dans les étoiles.